# The Golden Wedding
The Golden Wedding è un cortometraggio muto del 1913 scritto e diretto da Herbert Prior, un attore della Edison alla sua unica prova da regista della sua carriera.

## Trama
Trama di Moving Picture World synopsis in (EN)  su IMDb

## Produzione
Il film fu prodotto dalla Edison Company.

## Distribuzione
Distribuito dalla General Film Company, il film - un cortometraggio in una bobina - uscì nelle sale cinematografiche statunitensi il 9 maggio 1913.